# Polipragmazja

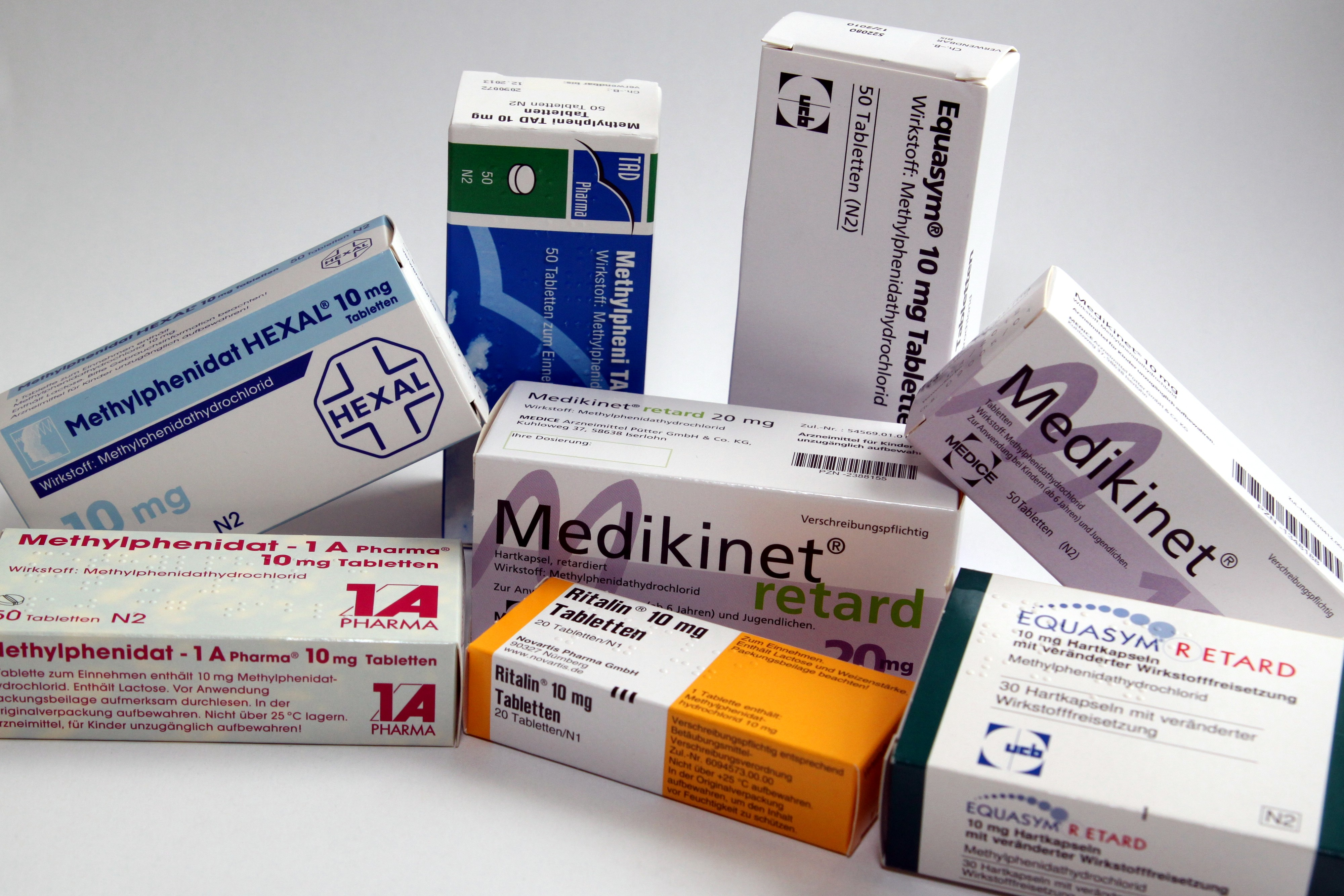

Polipragmazja – termin medyczny określający sytuację, w której chory przyjmuje więcej niż kilka leków jednocześnie. Jest to jeden z częstszych błędów w leczeniu, prowadzący m.in. do znacznego zwiększenia występowania niezamierzonych interakcji lek–lek lub lek–pożywienie. Najczęściej jest to zażywanie przez chorego wielu leków równocześnie bez znajomości mechanizmów ich działania i występujących między nimi interakcji, albo przepisywanie nadmiernej liczby leków bez wyraźnej potrzeby.
Niewłaściwa ordynacja leków (polipragmazja) może spowodować ciężkie powikłania terapeutyczne. Przyczyny niewłaściwego zażywania leków to nieznajomość mechanizmów ich działania, nieznajomość interakcji między nimi oraz nieznajomość objawów niepożądanych wywoływanych przez przepisane leki.
Polipragmazja jest więc terapią wielolekową, podobnie jak politerapia, ale różnica polega na tym, iż politerapia jest metodą właściwego stosowania leczenia (najczęściej pod kontrolą lekarza), a polipragmazja to najczęściej samoleczenie (zażywanie wielu leków jednocześnie, dostępnych bez recepty).